# Better than You
Better than You (englisch für Besser als du) ist ein Lied der US-amerikanischen Metal-Band Metallica. Der Song erschien am 18. November 1997 auf ihrem siebten Studioalbum ReLoad und wurde am 16. Juli 1998 als Single zu Promotionszwecken aus diesem veröffentlicht.

## Inhalt
Better than You handelt von dem Wettstreit zweier Personen, die nahezu besessen davon sind, sich gegenseitig zu überbieten. James Hetfield singt aus der Perspektive des lyrischen Ichs über den Willen, besser zu sein, als die andere Person. Dabei geht es um Ehrgeiz, Macht, Entschlossenheit, Hunger nach Erfolg und den Antrieb etwas zu schaffen, wodurch man sich lebendiger fühle. Aufzugeben käme etwa dem Tod gleich. Schließlich vergleicht er sich mit einem rollenden Zug, der unaufhaltsam seinen Weg fährt.

“Holding the lion’s share

Holding the key

Holding me back ’cause I’m striving to be

Better than you”

## Produktion
Der Song wurde von dem US-amerikanischen Musikproduzenten Bob Rock produziert. Die Metallica-Mitglieder James Hetfield und Lars Ulrich fungierten als Autoren.

## Promo-Single

### Covergestaltung
Das Singlecover zeigt von links nach rechts die damaligen vier Bandmitglieder Kirk Hammett, Lars Ulrich, Jason Newsted und James Hetfield in Schwarz-weiß. Im Hintergrund sind Flammen und Bühnenscheinwerfer zu sehen. Oben im Bild befindet sich der graue Schriftzug Metallica, während der Titel Better than You in Weiß am unteren Bildrand steht.

### Titelliste
1. Better than You (Edit) – 4:44

### Auszeichnungen
Bei den Grammy Awards 1999 wurde Better than You in der Kategorie Best Metal Performance ausgezeichnet.